# Lijst van beelden in Achtkarspelen
Dit is een (onvolledige) chronologische lijst van beelden in Achtkarspelen. Onder een beeld wordt hier verstaan elk driedimensionaal kunstwerk in de openbare ruimte van de Nederlandse gemeente Achtkarspelen, waarbij beeld wordt gebruikt als verzamelbegrip voor sculpturen, standbeelden, installaties, gedenktekens en overige beeldhouwwerken.
| Geplaatst | Omschrijving                               | Kunstenaar               | Straat                                                     | Plaats         | Materiaal                         | Afbeelding                     |  |
| --------- | ------------------------------------------ | ------------------------ | ---------------------------------------------------------- | -------------- | --------------------------------- | ------------------------------ |  |
| 1955      | Frijdom wie de heeghste wet                | H.F. de Boer             | Brêgeloane, bij brug over Prinses Margrietkanaal           | Blauwverlaat   | zwerfkei en marmer                |                                |  |
| 1955      | Indië Monument                             | Steenhouwerij Buitenpost | Generaal Spoorplantsoen                                    | Buwesklooster  | kalksteen                         | Steenhouwerij Buitenpost, 1955 |  |
| 1965      | Wandsculptuur                              | Berend Hendriks          | Gereformeerde kerk, Groningerstraat 40                     | Surhuisterveen | koper en messing                  | Berend Hendriks,1965           |  |
| 1965      | Zonder titel                               | Berend Hendriks          | Gereformeerde kerk, Groningerstraat 40                     | Surhuisterveen | geglazuurde bakstenen             |                                |  |
| 1968      | Pegasus                                    | Jan Frearks van der Bij  | Abrahamsplein                                              | Augustinusga   | baksteen                          |                                |  |
| 1968      | Het speelpaard                             | Jaap Rusticus            | Groenkamp, OBS de Mienskip                                 | Buitenpost     | baksteen                          |                                |  |
| 1969      | De zaaier                                  | Jaap Rusticus            | A.O.C., Prof. Wassenbergstraat                             | Buitenpost     | zandsteen                         |                                |  |
| 1970      | Genesis                                    | Cobi Doevendans          | C.B.S.Joh.Looijengaskoalle, Lustenburg 15                  | Surhuizum      | keramiek                          | Cobi Doevendans,1970           |  |
| 1976      | Lucas 2, vers 46&47                        | T. Pilat                 | C.B.S. De Lichtbron, Johan Frisostraat 2                   | Buitenpost     | keramiek                          |                                |  |
| 1977      | Het overleg                                | Wilma Burgers-Gerritsen  | Stationsstraat, bij ingang gemeentehuis                    | Buitenpost     | brons                             |                                |  |
| 1980      | In Droegehamster                           | Annet Haring             | Plantsoen aan het Tsjerkepaed                              | Drogeham       | brons                             |                                |  |
| 1982      | De Tweeling                                | David van Kampen         | Wigerathorp                                                | Gerkesklooster | steen                             |                                |  |
| 1984      | De balkenspringer                          | Frans Ram                | Doarpsstrjitte (bij de kerk)                               | Surhuizum      | brons                             |                                |  |
| 1985      | Jacob's droom                              | Jan Frearks van der Bij  | Gereformeerde kerk, De Sannen 2                            | Drogeham       | keramiek                          |                                |  |
| 1986      | Jan Hepkes Wouda                           | Suze Boschma-Berkhout    | De Dellen                                                  | Surhuisterveen | brons                             |                                |  |
| 1987      | Date                                       | Gosse Dam                | Optwizel 8                                                 | Twijzel        | brons                             |                                |  |
| 1990      | Ontwikkeling                               | Heine Noordstra          | Plantsoen aan Pinksterblomstrjitte en van Harinxmastrjitte | Kootstertille  | Zweeds graniet en roestvrij staal |                                |  |
| 1992      | Speelplastiek                              | Jos Mosselveld           | Plantsoen A. Geartswei / D. Nieuwenhuisstrjitte            | Boelenslaan    | stalen buis en beton              |                                |  |
| 1995      | Geluidsboom                                | Tamme Hoekstra           | Winkelcentrum de Kolk                                      | Surhuisterveen | brons                             |                                |  |
| 1995      | Verzet tegen onrecht, draagt de beschaving | S.J. Otten               | Oude Havenstraat                                           | Buitenpost     | metaal, baksteen en leisteen      |                                |  |
| 1999      | De Mollenvanger                            | David van Kampen         | Nijkamp, voor seniorencomplex de Bôge                      | Harkema        | hardsteen                         |                                |  |
| 2001      | Hinne en wer werom                         | Marco Goldenbeld         | Stationsplein                                              | Buitenpost     | hout en cortenstaal               |                                |  |
| 2003      | Droegeham 1                                | Melle Visser             | Hege Dyk                                                   | Drogeham       | divers                            |                                |  |
| 2003      | Droegeham 2                                | Melle Visser             | Landyk                                                     | Drogeham       | divers                            |                                |  |
| 2008      | De Hikke                                   | Frans Ram                | Bjirkewei                                                  | Twijzelerheide | staal                             |                                |  |
| 2009      | Brims                                      | Hans Jouta               | Kerkstraat                                                 | Buitenpost     | brons                             |                                |  |
| 2010      | Zonder titel                               | Reinier Lagendijk        | De Miedwei ( De Twizeler mieden)                           | Twijzel        | brons met groeiende wilg          |                                |  |
| 2011      | Foar de dûvel net bang                     | Stefan Damman            | Skeanpaad bij de Mûntsegroppe                              | Harkema        | hout en r.v.s.                    |                                |  |
| 2012      | Laarzenbankje                              | Haiko Meijer             | Bootsma’s Dobbe                                            | Twijzel        | hout                              |                                |  |
| 2020      | Willem Bartel van der Kooi                 | Angelien Coco Martin     | Legeloane                                                  | Augustinusga   | brons op een sokkel van hardsteen | Willem Bartel van der Kooi     |  |

Achtkarspelen ·
Ameland ·
Dantumadeel ·
De Friese Meren ·
Harlingen ·
Heerenveen ·
Leeuwarden ·
Noardeast-Fryslân ·
Ooststellingwerf ·
Opsterland ·
Schiermonnikoog ·
Súdwest-Fryslân ·
Smallingerland ·
Terschelling ·
Tietjerksteradeel ·
Vlieland ·
Waadhoeke ·
Weststellingwerf